# Crennes-sur-Fraubée
Crennes-sur-Fraubée är en kommun i departementet Mayenne i regionen Pays de la Loire i nordvästra Frankrike. Kommunen ligger i kantonen Villaines-la-Juhel som tillhör arrondissementet Mayenne. År 2022 hade Crennes-sur-Fraubée 197 invånare.

## Befolkningsutveckling
Antalet invånare i kommunen Crennes-sur-Fraubée
| Referens: INSEE |